# Exochus
Exochus är ett släkte av steklar som beskrevs av Johann Ludwig Christian Gravenhorst 1829. Exochus ingår i familjen brokparasitsteklar.

## Bildgalleri

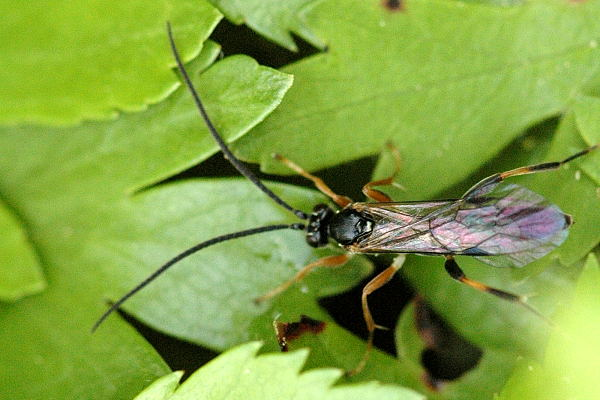
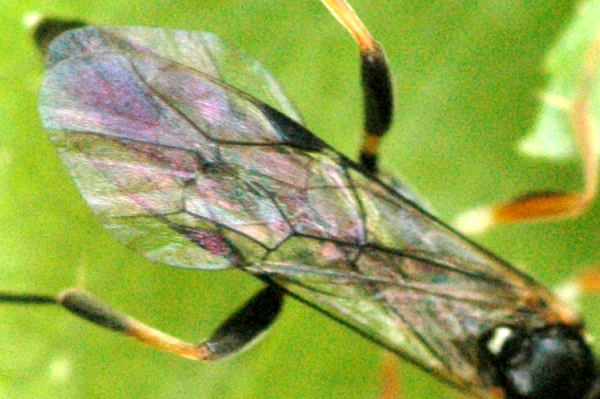

## Arter
- Exochus abdominalis
- Exochus ablatus
- Exochus aenigmatosus
- Exochus aizankeanus
- Exochus albiceps
- Exochus albicinctus
- Exochus albifrons
- Exochus albomarginatus
- Exochus alpinus
- Exochus angularis
- Exochus annulicrus
- Exochus annulitarsis
- Exochus antennalis
- Exochus antiquus
- Exochus antis
- Exochus appendiculatus
- Exochus areolatus
- Exochus argutus
- Exochus armillosus
- Exochus assimilis
- Exochus ater
- Exochus atriceps
- Exochus atrofemoratus
- Exochus avinus
- Exochus belokobylskii
- Exochus bessus
- Exochus bicoloripes
- Exochus bifasciatus
- Exochus bimaculatus
- Exochus bolivari
- Exochus borealis
- Exochus boxatus
- Exochus britannicus
- Exochus brutus
- Exochus bryanti
- Exochus canidens
- Exochus capnodes
- Exochus captus
- Exochus carens
- Exochus carnitus
- Exochus carri
- Exochus castaniventris
- Exochus caudatus
- Exochus cephalotes
- Exochus certus
- Exochus citripes
- Exochus cnemidotus
- Exochus cohrsi
- Exochus collaborator
- Exochus compar
- Exochus compressiventris
- Exochus concitus
- Exochus consimilis
- Exochus convergens
- Exochus convexus
- Exochus coronatus
- Exochus coronellus
- Exochus cuneatus
- Exochus curvinus
- Exochus daisetsuzanus
- Exochus delopius
- Exochus denotatus
- Exochus dentifrons
- Exochus derasus
- Exochus destitutus
- Exochus dilatatus
- Exochus dominus
- Exochus dondus
- Exochus dorsalis
- Exochus echigoensis
- Exochus elimatus
- Exochus enodis
- Exochus erythrinus
- Exochus erythronotus
- Exochus evetriae
- Exochus evitus
- Exochus externus
- Exochus farmellus
- Exochus fasciatus
- Exochus fastigatus
- Exochus ferrugineus
- Exochus ferus
- Exochus fidus
- Exochus firmus
- Exochus flavicaput
- Exochus flavidus
- Exochus flavifacies
- Exochus flavifrons
- Exochus flavifrontalis
- Exochus flavinotum
- Exochus flavipes
- Exochus flavomarginatus
- Exochus flavonotatus
- Exochus fletcheri
- Exochus flexus
- Exochus flubinus
- Exochus foveolatus
- Exochus frater
- Exochus frontellus
- Exochus fuscipennis
- Exochus gascus
- Exochus genualis
- Exochus grandis
- Exochus gratus
- Exochus gravipes
- Exochus gravis
- Exochus guttatus
- Exochus hakonensis
- Exochus hiraniwensis
- Exochus hirsutus
- Exochus hiulcus
- Exochus hormus
- Exochus horridus
- Exochus humerator
- Exochus incidens
- Exochus intermedius
- Exochus izbus
- Exochus jacintus
- Exochus kanayamensis
- Exochus karazini
- Exochus kasparyani
- Exochus kaszabi
- Exochus kozlovi
- Exochus krellus
- Exochus kusigematii
- Exochus kuslitzkyi
- Exochus lascus
- Exochus latiareolus
- Exochus latifasciatus
- Exochus latro
- Exochus lenis
- Exochus lentipes
- Exochus leptomma
- Exochus lictor
- Exochus limbatus
- Exochus lineifrons
- Exochus litus
- Exochus longicaudis
- Exochus lucidus
- Exochus mandibularis
- Exochus mandschukuonis
- Exochus marginalis
- Exochus marklini
- Exochus megadon
- Exochus melanius
- Exochus mesodon
- Exochus mesorufus
- Exochus mirus
- Exochus mitratus
- Exochus moeus
- Exochus momoii
- Exochus monticola
- Exochus montivagus
- Exochus morionellus
- Exochus multicinctus
- Exochus muscanus
- Exochus nasuzanus
- Exochus navitus
- Exochus nigrifaciatus
- Exochus nigripalpis
- Exochus nigriparvus
- Exochus nubosus
- Exochus obezus
- Exochus obscurus
- Exochus ochreatus
- Exochus ornatus
- Exochus oshimensis
- Exochus ostentatus
- Exochus ozanus
- Exochus pallipes
- Exochus pappi
- Exochus parnassicus
- Exochus passaventi
- Exochus pedanticus
- Exochus perfectus
- Exochus peroniae
- Exochus pictus
- Exochus pilosus
- Exochus pleuralis
- Exochus plicatus
- Exochus postfurcalis
- Exochus posticus
- Exochus prosopius
- Exochus protector
- Exochus pubitus
- Exochus pulchripes
- Exochus pullatus
- Exochus punctatus
- Exochus puncticeps
- Exochus punctus
- Exochus quadradens
- Exochus quadrimaculatus
- Exochus quozus
- Exochus radialis
- Exochus ratzeburgi
- Exochus ravetus
- Exochus rectus
- Exochus rombastus
- Exochus rubellus
- Exochus rubroater
- Exochus rufator
- Exochus rufigaster
- Exochus rufipleuralis
- Exochus rufus
- Exochus russeus
- Exochus rutilatus
- Exochus saigusai
- Exochus scutellaris
- Exochus scutellatus
- Exochus selenanae
- Exochus semiflavus
- Exochus semilividus
- Exochus semirufus
- Exochus separandus
- Exochus septentrionalis
- Exochus serozus
- Exochus setaceous
- Exochus signatus
- Exochus signifer
- Exochus signifrons
- Exochus silus
- Exochus similis
- Exochus simulans
- Exochus spilotus
- Exochus spinalis
- Exochus spurcus
- Exochus stenostoma
- Exochus stenus
- Exochus stramineipes
- Exochus suborbitalis
- Exochus suishanus
- Exochus suvanus
- Exochus synosialis
- Exochus szepligetii
- Exochus taigensis
- Exochus tardigradus
- Exochus taximus
- Exochus teborus
- Exochus tectus
- Exochus tegularis
- Exochus tenebrosus
- Exochus tenius
- Exochus testaceus
- Exochus thomsoni
- Exochus tibialis
- Exochus transversus
- Exochus tumulus
- Exochus turgidus
- Exochus tutor
- Exochus tuxedus
- Exochus ubus
- Exochus ulanbaatorensis
- Exochus unidentatus
- Exochus upembaensis
- Exochus urzus
- Exochus utilis
- Exochus wabitus
- Exochus vafer
- Exochus vanitus
- Exochus variegatus
- Exochus varipes
- Exochus washingtonensis
- Exochus velatus
- Exochus ventralis
- Exochus ventricosus
- Exochus vexator
- Exochus villosus
- Exochus virgatifrons
- Exochus virus
- Exochus vlops
- Exochus voxanus
- Exochus xanthopus
- Exochus xarus
- Exochus xetus
- Exochus yalupus
- Exochus yasumatsui
- Exochus yorizus
- Exochus zabus
- Exochus zyxus